# بيل كاروثرز
بيل كاروثرز (بالإنجليزية: Bill Carruthers)‏ هو شخصية أعمال أمريكي، ولد في 27 سبتمبر 1930 في ديترويت في الولايات المتحدة، وتوفي في 2 مارس 2003 في لوس أنجلوس في الولايات المتحدة بسبب سكتة.

## وصلات خارجية
- بيل كاروثرز على موقع IMDb (الإنجليزية)
- بيل كاروثرز على موقع قاعدة بيانات الفيلم (الإنجليزية)